# Burgbergtunnel (Bratislava)

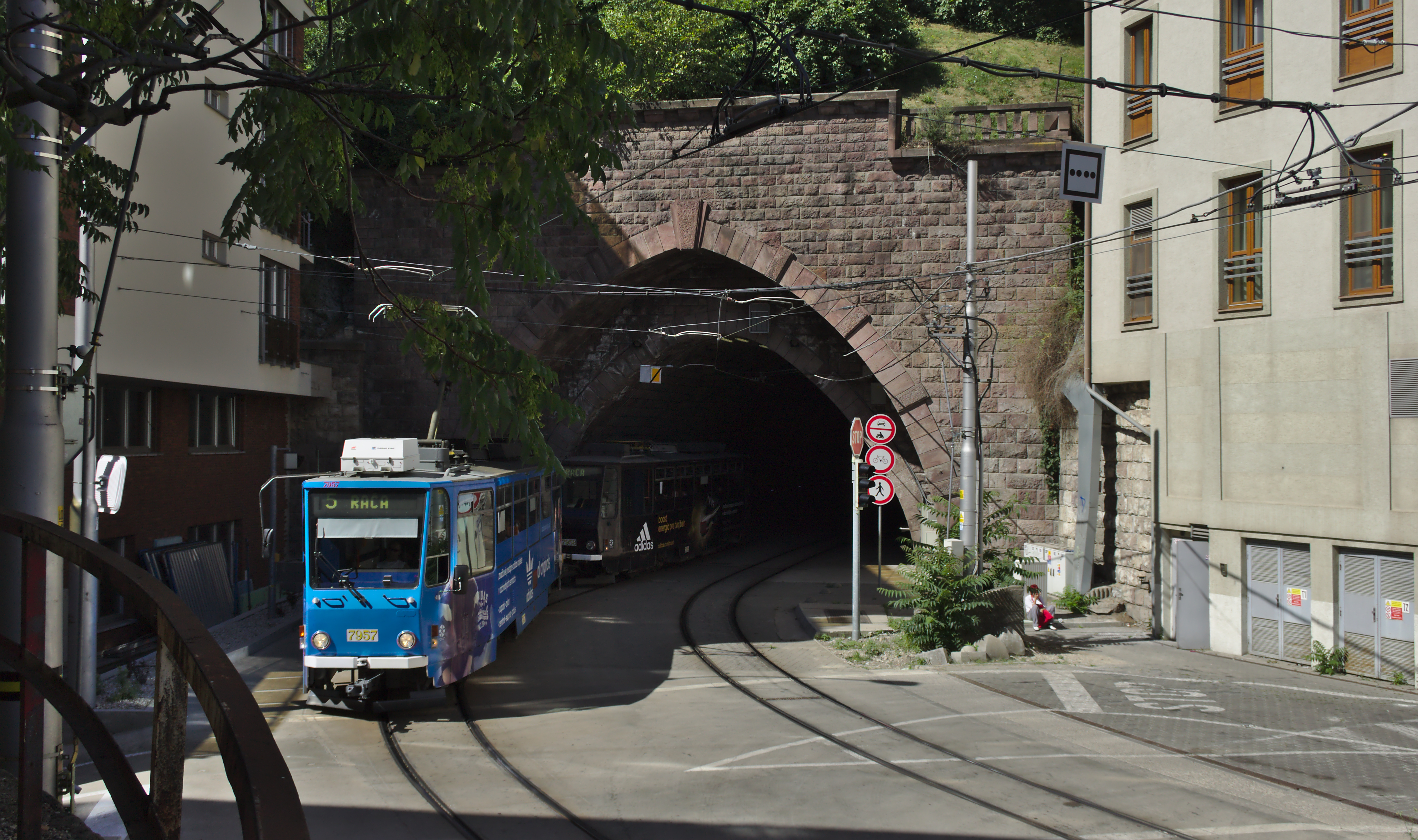
Nordöstliches Portal am Nordrand der Altstadt

Der Burgbergtunnel (slowakisch Tunel pod hradným vrchom, andere Bezeichnungen Tunel pod (Bratislavským) hradom – „Tunnel unter der Burg (Bratislava)“, hradný tunel – „Burgtunnel“ oder lokal auch nur električkový tunel – „Straßenbahntunnel“) ist ein 792 m langer Straßenbahn- und ehemaliger Straßentunnel in der Altstadt von Bratislava. Er unterquert den Burgberg und verläuft unter dem Nordteil der Burg Bratislava. Er ist der einzige Straßenbahntunnel in der Slowakei. Das Gefälle im Tunnel beträgt rund 3 %.

## Geschichte
Erste Planungen gab es schon 1929. Erst im September 1943 begann man, den Straßentunnel von beiden Enden ausgehend zu bauen. Er sollte eine gute Verbindung zwischen der Altstadt und dem damaligen Messegelände (heute Park kultúry a oddychu) herstellen und dabei den Podhradie (Schlossgrund) umgehen. Wegen des sich nähernden Frontverlaufes im Zweiten Weltkrieg rechnete man auch mit der Benutzung als Schutzraum. In der Hälfte des Tunnels wurde ein Notausgang zur Straße Palisády (deutsch Palisadenweg) errichtet.
Beim Bau wurde der Großteil des im 17. Jahrhundert errichteten jüdischen Friedhofs zerstört. Nur der wertvollste Teil mit 22 Gräbern um die Grabstätte von Moses Sofer blieb erhalten.
Das Projekt wurde erst 1949 (andere Angaben sprechen von 1947) vollendet. 1983 wurde er zum Straßenbahntunnel umgebaut und schließlich zum Teil der Straßenbahn Bratislava. Danach wurde die Nutzung des Tunnels durch Fußgänger und Kraftfahrzeuge untersagt. In den 1980er Jahren fand ein größerer Umbau statt; kleinere Sanierungen wurden um das Jahr 2000 durchgeführt.
Im Mai 2009 musste der Verkehr im Tunnel wegen des schlechten Bauzustandes eingestellt werden. Die Straßenbahnwagen wurden über das Donauufer umgeleitet. Der Betreiber des Tunnels, Dopravný podnik Bratislava, begann mit einer Renovierung, die sowohl eine Verringerung von Sickerwasser als auch Einführung moderner Sicherheitsstandards bringen sollte. Gleichzeitig wurde der Notausgang und Beleuchtung renoviert und die Hochdruckwasserleitung in einen Sammelkanal unter der Straßenbahn verlegt. Diese Wiederinstandsetzung sollte ursprünglich sechs Monate dauern. Nach mehreren Verzögerungen wurde der Tunnel am 2. September 2010 wieder eröffnet, doch im Februar 2012 wegen Schäden an der Laibung wieder gesperrt. Nach notwendigen Sanierungen ist der Tunnel seit dem 1. Mai 2013 wieder in Betrieb.